# Nouadhibou
Nouadhibou (نواذيبو in arabo; già Port-Étienne) è il capoluogo della regione di Dakhlet-Nouadhibou, nel nord-ovest della Mauritania. È la seconda città del paese nonché il suo principale polo commerciale. Sorge sulla Ras Nouadhibou, una penisola lunga circa 56 km tagliata perpendicolarmente dal confine con il Sahara Occidentale. Oltre frontiera sorge il villaggio di La Guera.

## Geografia
Nouadhibou sorge sulla porzione mauritana di penisola di Capo Blanco, lungo le coste della baia dei Levrieri. 

## Storia
Nel 1907, per decreto del governatore generale dell'Africa Occidentale Francese Ernest Roume, fu ribattezzata Port-Étienne in onore dell'ex ministro francese delle Colonie Eugène Étienne. Dopo l'indipendenza della Mauritania nel 1960 la cittadina ha assunto la denominazione attuale.
Dall'inizio del 2006, Nouadhibou è diventata un punto di partenza per gli emigranti africani che cercano di raggiungere le Isole Canarie. Questa rotta - estremamente pericolosa per raggiungere il continente europeo - è diventata popolare grazie al rafforzamento, a metà del 2005, dei controlli sull'emigrazione lungo la costa marocchina e intorno alle enclave spagnole di Ceuta e Melilla. Nel dicembre 2019 almeno 58 persone sono morte in un naufragio a circa 25 km a nord della città.

## Economia
La principale attività commerciale della città è la pesca, che può contare su una delle acque più pescose dell'Atlantico; tuttavia, l'industria maggiore è la lavorazione del ferro, che viene trasportato via ferrovia, in particolare con l'unica ferrovia presente in Mauritania, dalle cittadine minerarie dell'interno Zouérat e F'Derick sino all'impianto del vicino sobborgo di Cansado.

## Infrastrutture e trasporti

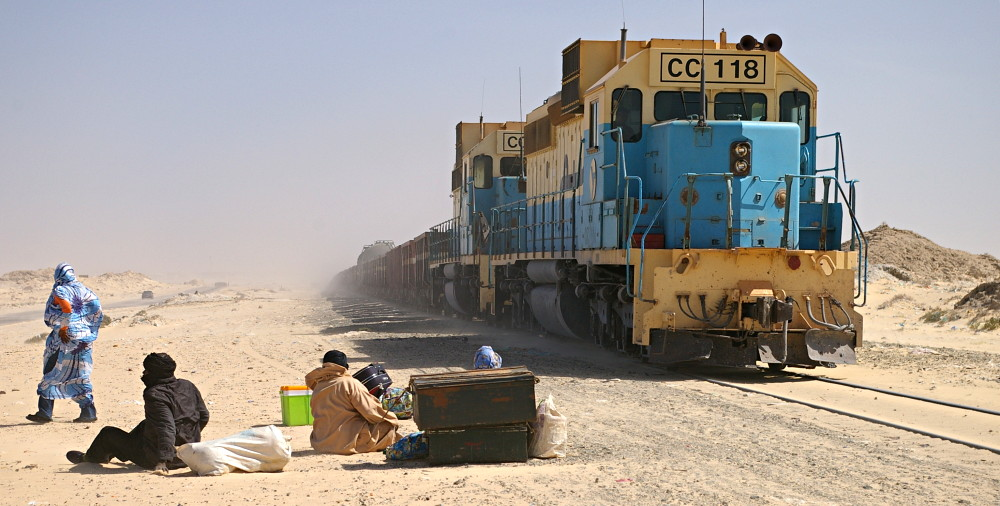
Il treno della SNIM in arrivo a Nouadhibou.

### Strade
Nouadhibou è collegata con l'autostrada costiera RN2 alla capitale Nouakchott e con l'autostrada al confine con il Sahara occidentale a nord.

### Ferrovie
Nouadhibou è anche collegata per ferrovia alle miniere di ferro di Zouérat, 670 km a est. I treni merci, gestiti dalla Société nationale industrielle et minière (SNIM), possono essere lunghi fino a 3 km, risultando così tra i più lunghi del mondo. La ferrovia trasporta anche passeggeri e fa scalo a Choum.

### Aeroporti
Presso la città è operativo l'aeroporto di Nouadhibou, che assicura collegamenti nazionali e internazionali.

### Porti
Nel porto di Nouadhibou giacciono i relitti di oltre 300 navi, dato che lo rende il più grande cimitero navale del mondo. Questa situazione, protrattasi nel tempo, è stata favorita dalla corruzione di funzionari locali che hanno accettato tangenti dagli armatori per permettere loro di scaricare le loro vecchie imbarcazioni nell'area.

## Amministrazione

### Gemellaggi
- Las Palmas de Gran Canaria